# Hiroši Nanami
Hiroši Nanami (* 28. listopadu 1972) je bývalý japonský fotbalista.

## Reprezentační kariéra
Hiroši Nanami odehrál 67 reprezentačních utkání. S japonskou reprezentací se zúčastnil Mistrovství světa 1998.

## Statistiky
| Japonsko | Japonsko | Japonsko |
| Roky     | Záp.     | Góly     |
| -------- | -------- | -------- |
| 1995     | 2        | 2        |
| 1996     | 13       | 1        |
| 1997     | 21       | 3        |
| 1998     | 11       | 0        |
| 1999     | 6        | 0        |
| 2000     | 12       | 3        |
| 2001     | 2        | 0        |
| Celkem   | 67       | 9        |